# بخش مارچ
بخش مارچ (به سوئدی: Marks kommun) یک ناحیه شهرداری در سوئد است که در شهرستان وسترا گوتلاند واقع شده‌است.

## خواهرخوانده
شهرهای آپلدا، Gmina Szamotuły و Ontinyent خواهرخوانده‌های بخش مارچ هستند.